# Bob Fosse
Robert Louis "Bob" Fosse (født 23. juni 1927, død 23. september 1987) var amerikansk filminstruktør og koreograf. Han opnåede verdensberømmelse, især med filmen Cabaret fra 1972, der havde Liza Minnelli i hovedrollen.
Han var gift tre gange, fra 1949–51 med Mary Ann Niles, med Joan McCracken fra 1951–59 og Gwen Verdon fra 1960.